# Je me casse
Je me casse is een nummer van de Maltese zangeres Destiny Chukunyere, voor het Eurovisiesongfestival 2021. Het nummer is geschreven en gecomponeerd door Amanuel Dermont, Malin Christin, Nicklas Eklund en Pete Barringer.

## Eurovisiesongfestival
Het nummer werd geselecteerd om Malta te vertegenwoordigen op het Eurovisiesongfestival 2021, nadat Destiny intern was geselecteerd door de nationale omroep. Na het uitbrengen van het nummer stootte de zangeres meteen naar de top 3 bij de officiële gokkantoren. Lange tijd stond het nummer bovenaan de gokkantoren. Je me casse won in mei 2021, de OGAE Poll, samengesteld door Eurovisiesongfestivalfans, van over de hele wereld.
Malta werd geplaatst voor de eerste halve finale, die zou plaatsvinden op 18 mei 2021. Hiermee sluit zij de eerste halve finale af. Chukunyere won deze halve finale met 325 punten. In de finale strandde ze echter op de zevende plaats met 255 punten. 